# Région de bien-être d'Uusimaa de l'Est
La région de bien-être d'Uusimaa de l'Est (en finnois : Itä-Uudenmaan hyvinvointialue) est un organisme public indépendant des municipalités et de l'État chargé des services sociaux, de santé et de secours pour l'Ouest de l'Uusimaa.
C'est l'une des 23 régions de bien-être de Finlande.

## Municipalités

Carte des régions de bien-être d'Uusimaa. La région de bien-être d'Uusimaa de l'Est est en jaune.

La région de bien-être compte 7 municipalités, dont 2 villes.
- Askola
- Lapinjärvi
- Loviisa
- Myrskylä
- Porvoo
- Pukkila
- Sipoo

## Services
La responsabilité légale de l'organisation des services sociaux et de santé et de secours passera des municipalités à la région de bien-être d'Uusimaa de l'Est à partir du 1er janvier 2023.

### Soins de santé
Les municipalités font partie du District hospitalier d'Helsinki et de l'Uusimaa.
La région compte l'hôpital de Porvoo.

### Opérations de secours
En termes d'opérations de secours d'urgence, les municipalités de la région de bien-être d'Uusimaa de l'Ouest dépendent du service de secours de l'Uusimaa de l'Est.

## Politique et administration
Les élections régionales finlandaises de 2022 ont eu lieu le 23 janvier 2022 afin de désigner pour la première fois les 79 conseillers régionaux élus pour 3 ans pour administrer la région de services du bien-être d'Uusimaa de l'Est.
Les répartitions des voix et des sièges sont les suivantes :
| Parti    | Parti                           | Voix   | %    | Sièges |
| -------- | ------------------------------- | ------ | ---- | ------ |
|          | Parti social-démocrate          | 6 100  | 15,9 | 10     |
|          | Vrais Finlandais                | 2 883  | 7,5  | 4      |
|          | Parti de la coalition nationale | 8 737  | 22,8 | 13     |
|          | Parti du centre                 | 2 072  | 5,4  | 3      |
|          | Ligue verte                     | 2 782  | 7,3  | 4      |
|          | Alliance de gauche              | 1 195  | 3,1  | 1      |
|          | Parti populaire suédois         | 12 573 | 32,8 | 20     |
|          | Chrétiens-démocrates            | 554    | 1,4  | 2      |
|          | Mouvement maintenant            | 1 251  | 3,3  | 2      |
| Sources: |                                 |        |      |        |